# Artes marciales extremas
Las artes marciales extremas o XMA - XMMA - AMA son una combinación de artes marciales, acrobacias (los llamados Tricks) . Destacan equipos como Team Ryouko , EMC Monkeys, DEMO TEAM entre otros.
Se pueden entender como una forma de variante de las artes marciales tradicionales. Generalmente se aprenden de manera autodidáctica, a partir de una experiencia previa en algún arte marcial a la que se le añade un aprendizaje de Tricking  con ayuda de gente que tiene experiencia o de "manuales" que pueden encontrarse.
No hay que olvidar que la base es las Artes Marciales. Por tanto se ha de contar siempre con un cierto nivel en algún arte marcial, siendo algunas de las más indicadas el Kickboxing , Full contact o Karate 

## Su desarrollo
Los Torneos Open americanos, giran en torno a lo que se conoce como el "Night Show" o "Noche de las Finales", donde generalmente los cazatalentos de Hollywood descubren a sus nuevas estrellas. Este hecho ha provocado el constante aumento de la espectacularidad en estos acontecimientos, y con ello también su venta a diversas cadenas de tv, con lo cual han surgido con fuerza a su vez los patrocinadores.
Todo este engranaje, ha fomentado la profesionalización y especialización de los artistas marciales hacia las Katas Musicales, que por derecho propio se han consolidado como centro de todos estos eventos. Alrededor de los cuales podemos ver a estrellas de cine, grandes maestros, campeones consagrados, medios de comunicación y, como ya dijimos a los patrocinadores. El resultado ha sido que año tras año y generación tras generación las coreografías marciales musicales han ido evolucionando hasta ser en sí mismas un asombroso espectáculo, donde el único límite lo pone la imaginación
Cabe resaltar que entre los personajes importantes en el inicio de las artes marciales xtremas sobresales Mike Chat y David Douglas.

## Sus campeones
Aunque muchos desconocen esta faceta de las Artes Marciales, seguramente sí que conocen a sus más grandes campeones, pues están constantemente en nuestras pantallas, y muchos de ellos se dieron a conocer en Europa a través del festival internacional de Paris-Bercy, como Mike Chat que hace poco protagonizaba un anuncio de un desodorante y también llegó a ser uno de los Power Rangers; Ernie Reyes Jr, que fue repartidor de pizzas en la película las tortugas ninja 2 y también colaboró como doble de Donatello, líder del famoso "West Coast Demo Team" y que actualmente le podemos ver en la pantalla grande junto "La Roca" en "El Tesoro del Amazonas", Arnold Chon, que salía en "Piratas del Caribe", Steve Terada (Beverly Hills Ninja), Chris Cassamassa (Mortal Kombat, Batman & Robin, etc… ), Jon Valera (Spiderman, Windtalkers… ), etc…

## Metodología
Durante estos últimos años, han llegado a Europa, muchos campeones de las Xtreme Creative Forms, han desarrollado su propio método didáctico y progresivo, independiente de cualquier sistema marcial tradicional, pero complementario y adaptable a cualquier estilo, basado en su experiencia personal para que las nuevas generaciones aprendan con más facilidad y seguridad estos complejos movimientos.
Todo ello aporta a los artistas marciales el punto de partida necesario para evolucionar correctamente en esta variedad xtrema de las Artes Marciales Artísticas. Y también les estimula a aprender, desarrollar y evolucionar en sus habilidades, fomentando de este modo la creatividad en los estudiantes y combatiendo a su vez, la monotonía y el tedio de los entrenamientos marciales tradicionales. Lo que está aportando un gran dinamismo y frescura en las clases de los grupos que han incorporado este tipo de trabajo a sus entrenamientos.

## Finalidad
Mientras que el objetivo de aprender un arte marcial suele estar relacionado, ya sea total o parcialmente, con la defensa personal, el objetivo de las XMA es básicamente la exhibición y el espectáculo.
En Estados Unidos, las XMA son bastante más populares que en España, y su aparición en programas de TV o espectáculos suele ser bastante frecuente.
- Datos: Q5706892